# Cheumatopsyche calawagana
Cheumatopsyche calawagana är en nattsländeart som beskrevs av Wolfram Mey 1995. Cheumatopsyche calawagana ingår i släktet Cheumatopsyche och familjen ryssjenattsländor. Inga underarter finns listade i Catalogue of Life.